# Conjuring the Dead
 (avril 2017).
Si vous disposez d'ouvrages ou d'articles de référence ou si vous connaissez des sites web de qualité traitant du thème abordé ici, merci de compléter l'article en donnant les références utiles à sa vérifiabilité et en les liant à la section « Notes et références ».
Albums de Belphegor
Blood Magick Necromance
(2011) Totenritual
(2017)
Singles
1. Gasmask Terror
Sortie : 1er juillet 2014

Conjuring the Dead est le dixième album studio du groupe de black et death metal autrichien Belphegor, sorti en août 2014 sous le label Nuclear Blast.

## Présentation
Conjuring the Dead est enregistré par Erik Rutan aux Mana Recording Studios en Floride (États-Unis).
L'album est précédé du téléchargement numérique du single Gasmask Terror, publié le 1er juillet 2014. Plus tôt, le 25 juin, une lyric video pour la même chanson est diffusée.
Un clip, dirigé par Walter Fanninger, est également tourné pour la piste titre.
L'artwork de la pochette est réalisé par Seth Siro Anton (en), bassiste du groupe Septicflesh.
Conjuring the Dead entre dans les charts officiels allemands en 60e position. Dans le classement d'albums autrichiens, il atteint la 33e place et la 177e en France.
L'album pénètre également les classements en Amérique du Nord se plaçant 13e du Top Heatseekers (Billboard) et 52e du Hard Music aux États-Unis, ainsi que le 58e rang du Hard Music au Canada.

## Liste des titres
Toute la musique est composée par Helmuth Lehner, sauf les pistes 1, 3 et 7 par Helmuth Lehner et Serpenth.
| 1.    | Gasmask Terror           | Rachael "Hecate" Kozak, Lehner, Mina Korzan | 3:41 |
| 2.    | Conjuring the Dead       | Kozak, Lehner                               | 4:33 |
| 3.    | In Death                 | Lehner, Pagan Megan Leo                     | 4:12 |
| 4.    | Rex Tremendae Majestatis | Sigurd Hagenauer                            | 5:21 |
| 5.    | Black Winged Torment     | Hagenauer                                   | 3:26 |
| 6.    | The Eyes                 |                                             | 1:19 |
| 7.    | Legions of Destruction   | Lehner, Mr. Blood Seraph                    | 4:28 |
| 8.    | Flesh, Bones and Blood   | Lehner, Korzan                              | 3:31 |
| 9.    | Lucifer, Take Her!       | Lehner                                      | 2:48 |
| 10.   | Pactum in Aeternum       | Lehner                                      | 3:18 |
| 36:37 |                          |                                             |      |

### Édition spéciale DVD
|     | 'Making Of "Conjuring The Dead"'                              |       |
| 1.  | Rehearsing/Bass/Drum/Guitar Tracking                          | 11:41 |
| 2.  | Vokills Tracking                                              | 3:45  |
|     | 'Brutal Live Rituals'                                         |       |
| 3.  | Angeli Mortis De Profundis (Live In Liverpool)                | 3:04  |
| 4.  | Diaboli Virtus In Lumbar Est (Live @ Meh Suff Open Air)       | 4:13  |
| 5.  | In Blood – Devour This Sanctity (Live In Moscow)              | 6:00  |
| 6.  | Feast Upon The Dead (Inédit) (Live @ Eindhoven Metal Meeting) | 2:34  |
| 7.  | Bondage Goat Zombie (Live @ Party San Festival)               | 4:57  |
| 8.  | Justine Soaked In Blood (Live @ Umea HOM Festival)            | 4:04  |
| 9.  | Backstage (Rekwi Festival, Germany)                           | 0:51  |
|     | 'Sightseeing Cult Places'                                     |       |
| 10. | Burg Aggstein (Austria)                                       | 9:04  |
| 11. | Bone Church Kutna Hora (Czech Republic)                       | 1:23  |
|     | 'Tattoo And Art Section'                                      |       |
| 12. | Diashow                                                       | 3:26  |
|     | 'Rehearsal Bunker'                                            |       |
| 13. | Inside The Bunker                                             | 6:38  |
| 14. | Schwarty "Swinefever"                                         | 1:28  |
|     | '"Conjuring The Dead" (Video Clip)'                           |       |
| 15. | Official Video Clip                                           | 4:22  |
| 16. | Making-of                                                     | 3:36  |

## Crédits
| - Helmuth Lehner : chant, guitares - Serpenth : chant, basse Membres additionnels - Ms. Alexandra "Dollface" Van Weitus : chant, chœurs - Glen Benton, Attila Csihar : chant sur Legions of Destruction - Martin "Marthyn" Jovanovic : batterie - Sebastian Lanser, Norwin Palme : sampler, effets - Schoft : guitare (Session live) | - Production, mixage : Erik Rutan - Arrangements : Helmuth Lehner - Mastering : Alan Douches - Enregistrement : Jakob Klingsbigl, Matthias Reindl, Norwin Palme - Ingénierie (assistant) : Robert Caldwell - Artwork : Seth Siro Anton - Photographie : Thomas Adorff, Gwenn Negative Art, Sunvemetal - Personnel de tournée : Michael Lugauer, Mike "Roadwarrior", Norwin Palme, Andreas Schmidberger, Benedikt Loch, Lukas Haidinger |

## Classements
| Pays       | Classement (2014)           | Meilleure position |
| ---------- | --------------------------- | ------------------ |
| Allemagne  | GfK Entertainment           | 60                 |
| Autriche   | Ö3 Austria Top 40           | 33                 |
| Belgique   | Ultratop                    | 187                |
| États-Unis | Top Heatseekers (Billboard) | 13                 |
| France     | Charts in France            | 177                |
| Japon      | Oricon                      | 245                |